# Grua
Grua, drvena dizalica iz Savudrije i okolice. Nastala je 1920-ih. Isprva su se ribari služili željeznom dizalicom, starom sto godina. Drvo koje se koristi za izradu grua je akacija. Da bi se moglo napraviti dobre grue, potrebno je akaciju sjeći u pravo vrijeme, jer onda bude tvrda poput čelika. Grue su bile namijenjene za izvlačenje mjesnih barkâ (drvenih) batana. Svaka je obitelj imala po jednu batanicu. Savudrija, a osobito u Bašaniji nisu imali jednu sigurnu lučicu. Ovdje je to osobit problem jer su vjetrovi ovdje stalni, a osobito su snažni jugozapadnog vjetra lebića, koji podiže valove koji lome barke. Zato su ljudi da bi spriječili da se to dogodi služili se 5 do 6 metara visokim gruama kojima su izvlačili brodove navečer ili kad nisu bili na ribolovu. Grue su praktične i za današnje plastične brodice.

## Vanjske poveznice
- Agefotostock Grue